# Sander Rølvåg
Sander Rølvåg (4 de agosto de 1990) es un deportista noruego que compite en curling.
Ganó una medalla de oro en el Campeonato Mundial de Curling Mixto de 2015 y tres medallas en el Campeonato Europeo de Curling entre los años 2014 y 2016.

## Palmarés internacional
| Campeonato Mundial Mixto | Campeonato Mundial Mixto | Campeonato Mundial Mixto | Campeonato Mundial Mixto |
| Año                      | Lugar                    | Medalla                  | Prueba                   |
| ------------------------ | ------------------------ | ------------------------ | ------------------------ |
| 2015                     | Berna (Suiza)            | Medalla de oro           | Mixto                    |
| Campeonato Europeo       |                          |                          |                          |
| Año                      | Lugar                    | Medalla                  | Prueba                   |
| 2014                     | Champéry (Suiza)         | Medalla de plata         | Equipo                   |
| 2015                     | Esbjerg (Dinamarca)      | Medalla de bronce        | Equipo                   |
| 2016                     | Renfrew (Reino Unido)    | Medalla de plata         | Equipo                   |